# Ganztodtheorie
Die Ganztodtheorie  nimmt an, dass mit dem Tod der ganze Mensch – Leib und Seele – gestorben ist. Auferstehung wird damit wie eine Neuschöpfung des ganzen Menschen nach dessen vollständiger Auslöschung verstanden. Eine solche Interpretation des christlichen Auferstehungsglaubens wurde v. a. von einigen evangelischen Theologen im 20. Jahrhundert vertreten, die somit die Unsterblichkeit der Seele ablehnen.

## Vertreter
Die Ganztodtheorie wird unter anderem von den Theologen Paul Althaus, Karl Barth, Oscar Cullmann, Carl Stange und Werner Elert sowie von dem Prozessphilosophen Charles Hartshorne vertreten. Darüber hinaus findet sie sich bei einigen Religionsgemeinschaften wie den Siebenten-Tags-Adventisten, der Bibelforscherbewegung einschließlich der Zeugen Jehovas und den Christadelphians.

## Argumentation
Die Vertreter einer Ganztodtheorie sehen in der Trennung von Leib und Seele ein eher griechisches philosophisches Konzept, das in alt- und neutestamentlichen Texten weniger manifest sei. Dort werde keine Unsterblichkeit der Seele gelehrt, sondern letztlich auf eine Auferstehung gehofft, was überflüssig wäre, wenn die Seele ihrer eigenen Natur nach weiterleben würde. Ihre Fortexistenz wird vielmehr als ein Gnadenakt verstanden, der nur durch Jesus Christus möglich ist und der insbesondere nötig sei, weil Sünde und Tod die ganze Existenz des Menschen treffe.

## Kritik
Einige Kritiker der Ganztodtheorie – z. B. Christian Henning und Werner Thiede – sehen dabei die personale Identität unterbrochen und verweisen auf Bibelstellen, welchen eine Unterscheidung von Leib und Seele entnehmbar ist, etwa Mt 10,28 , Apg 20,10 , sowie auf Stellen, welche eine ewige Existenz der Seele nahelegen (etwa Mt 25,46  und Joh 11,25–26 ; 2 Kor 4,18 ), wobei gesagt werden muss, dass der Begriff „Seele“ in Mt 25,46  nicht auftaucht.